# أوريليانو تشافيس
أوريليانو تشافيس (بالبرتغالية: Antônio Aureliano Chaves de Mendonça) هو سياسي برازيلي، ولد في 13 يناير 1929 في البرازيل، وتوفي في 30 أبريل 2003 في بيلو هوريزونتي في البرازيل. حزبياً، نشط في Democratic Social Party ‏. وقد انتخب عضو مجلس النواب البرازيلي ‏.